# Riksbankens hus, Norrköping

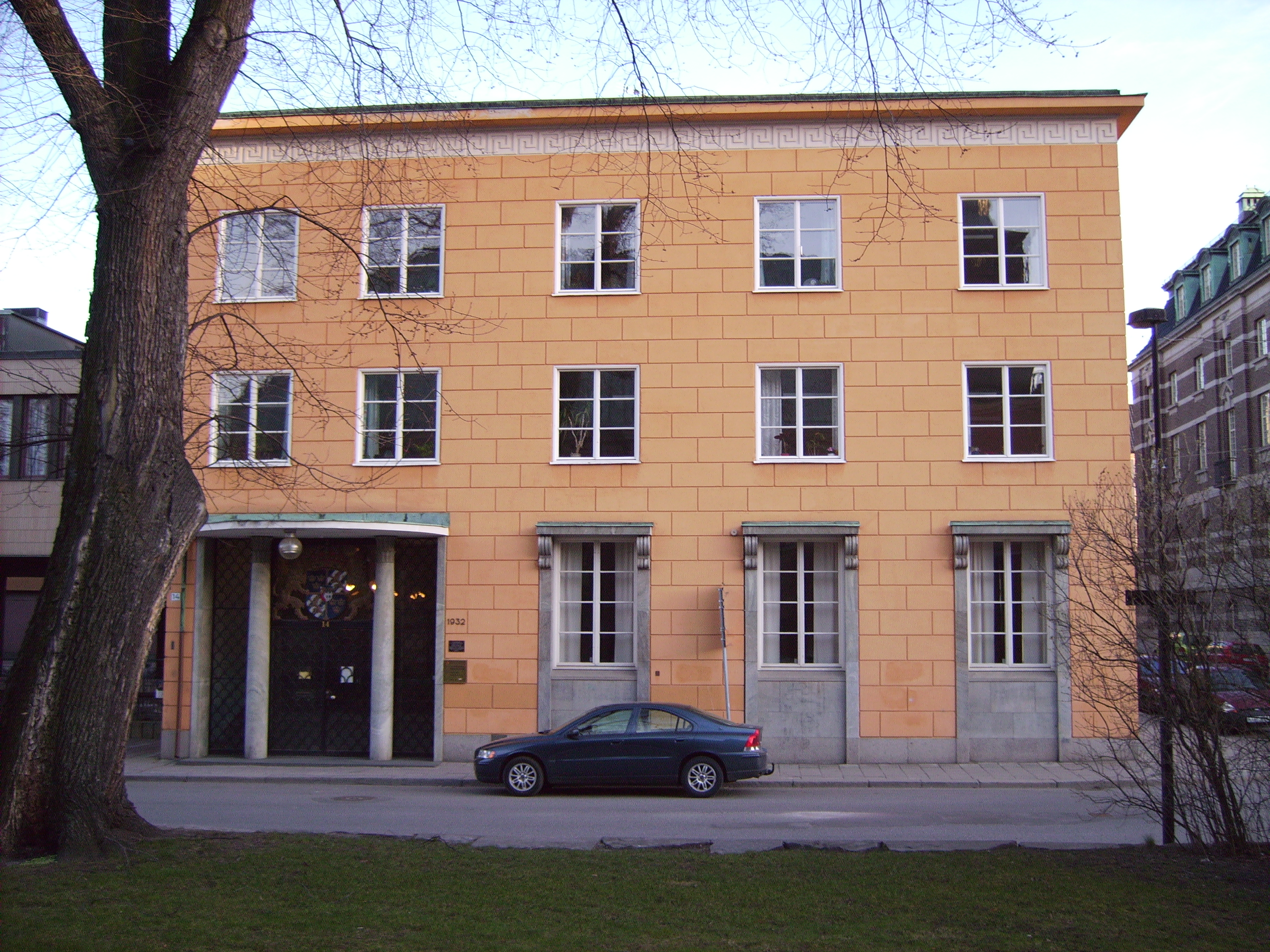
Fasad med entré mot Nya Rådstugugatan

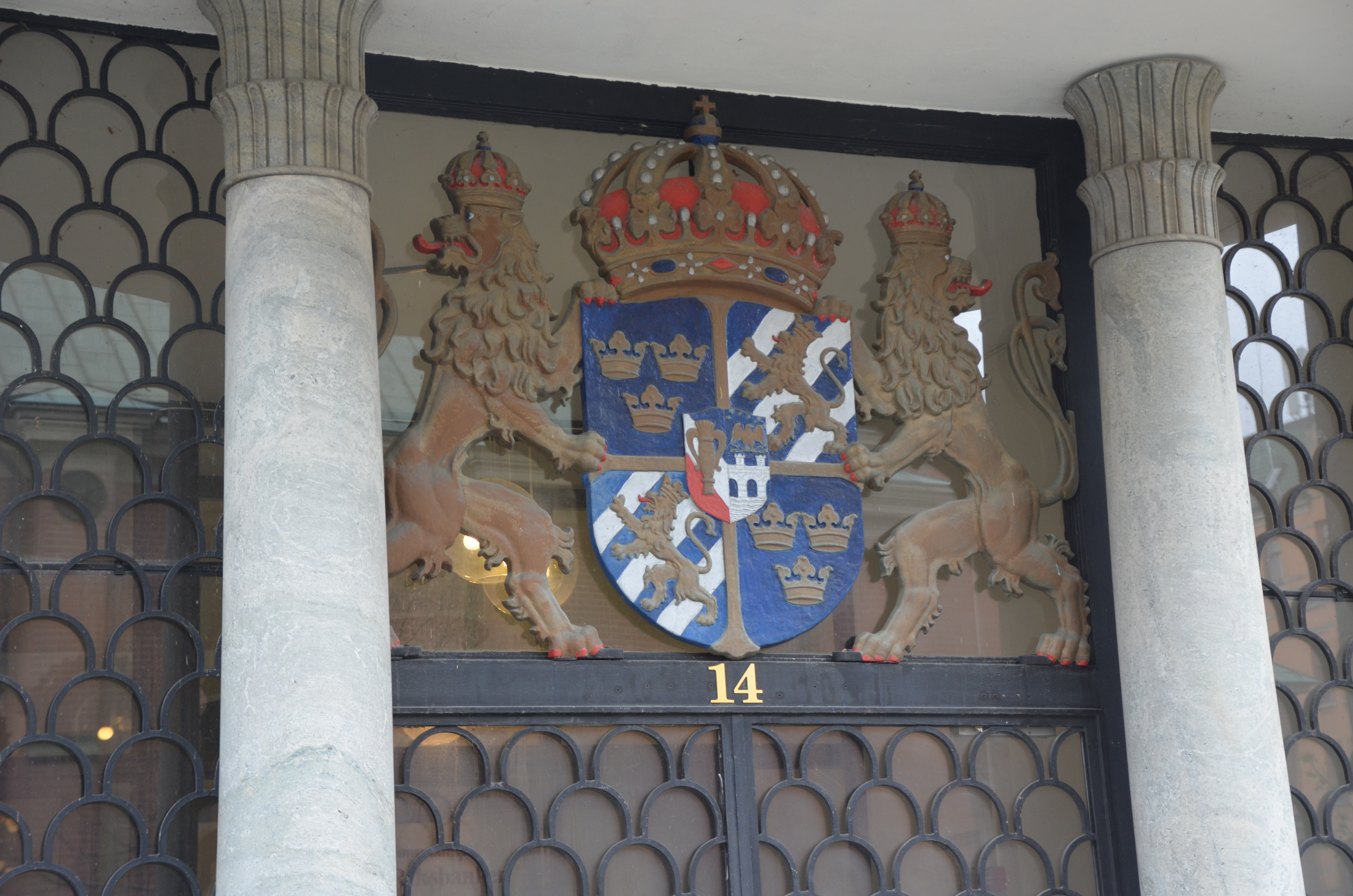
Sveriges Riksbanks vapen vid entrén

Riksbankens hus är en tidigare bankbyggnad i hörnet Nya Rådstugugatan/Torggatan i Norrköping, som ritades av Erik Lallerstedt och invigdes 1932.
Sveriges Riksbank uppförde 1914-1916 en bank- och postbyggnad vid Carl Johans park i hörnet (Saltängsgatan. Huset färdigställdes som Riksbankens hus, men 1932 flyttade banken ut och överlät den tidigare byggnaden till Postverket. 
Huset är ritat i 1920-talsklassicism med en fasad av gul kvaderrusticerad puts på tegel. Vid ingången, mot Nya Rådstugugatan, finns en "Riksbankssköld" i metall. Entrén flankeras av pelare med marmorbeklädnad, smidesverk och portalomfattningar i marmor.
År 1964 byggdes huset till med en ny huskropp mot Nya Rådstugugatan och Olai Kyrkogata, där det idag inryms ett hotell.
Riksbanken bedrev verksamhet i Norrköping 1910-1952. 
Byggnaden förvärvades 1954 av Norrköpings kommun som förvaltningsbyggnad.